# 广东报春
广东报春（学名：Primula kwangtungensis）为报春花科报春花属下的一个种。产于广东北部（乳源、乐昌）。生长于林下潮湿石上，海拔110米。模式标本采自乳源。

## 扩展阅读
維基物種上的相關：广东报春